# 中宏人寿保险
中宏人壽保險有限公司 是中國國內首家中外合資人壽保險公司，由加拿大宏利金融旗下的宏利人寿保险（国际）有限公司和中国中化集团财务有限责任公司合資組建。

## 外部連結
- 中宏人壽保險有限公司官方網站（页面存档备份，存于）